# Frederick Lamb (3e vicomte Melbourne)
Frederick James Lamb, 3e vicomte Melbourne, (17 avril 1782 - 29 janvier 1853), connu sous le nom de Lord Beauvale de 1839 à 1848, est un diplomate britannique.

## Famille et éducation
Il est un fils cadet de Peniston Lamb (1er vicomte Melbourne), et de son épouse Elizabeth Milbanke, et le frère cadet du Premier ministre William Lamb, 2e vicomte Melbourne. Comme sa mère a de nombreux amants, sa vraie paternité est incertaine. Il épouse Alexandrina Julia Theresa Wilhelmina Sophia Gräfin von Maltzan, fille de Joachim Charles Leslie Mortimer, Graf von Maltzan. C'est généralement considéré comme un mariage d'amour: bien qu'Alexandrina ait trente ans de moins que son mari, il est décrit comme «aussi beau et rebelle à soixante ans qu'à vingt-cinq ans». William, Frederick et leur sœur Emily Lamb, la comtesse Cowper restent proches toute leur vie, bien que Frederick et Emily aient détesté Caroline Lamb, l'épouse de William, qu'ils ont appelée "la petite bête".
Il fait ses études au Collège d'Eton, à l'Université de Glasgow (1799-1801, étudiant avec le professeur John Millar aux côtés de son frère aîné William); et au Trinity College Cambridge (admis en 1801, diplômé du MA 1803).

## Carrière
Il exerce les fonctions d'ambassadeur britannique à Vienne jusqu'en 1841. Il est investi en tant que Grand-croix de l'Ordre du Bain et est admis au Conseil privé en 1822. En 1839, il est élevé à la pairie en tant que baron Beauvale, de Beauvale dans le Comté de Nottingham. En 1848, il succède à son frère aîné en tant que troisième vicomte de Melbourne.
Malgré une certaine distance entre eux, Lord Palmerston, en tant que ministre des Affaires étrangères fait confiance à Lamb, et lui écrit avec un style courtois très différent de sa manière brusque habituelle, et laisse presque entièrement la direction de l’ambassade de Vienne entre ses mains. La fraîcheur est due à une liaison de plusieurs décennies entre Palmerston et la sœur de Lamb, Emily, Lady Cowper. Lamb désapprouve leur mariage, même s'il s'est révélé très heureux. Le biographe de Palmerston note que le mariage a coïncidé avec les premiers stades de la crise orientale de 1840 et que les deux hommes, bien que se parlant à peine, ont coopéré de manière tout à fait professionnelle pour le résoudre. Palmerston, en plus de son réel respect pour Lamb, tient à ne pas se disputer avec lui pour l'amour d'Emily: comme le remarque Charles Greville : "le chef (Palmerston) est dévoué à la sœur et la sœur au frère". Les relations entre les deux hommes deviennent plus amicales plus tard, en partie parce que Palmerston et Emily sont proches de l'épouse de Fred, Alexandrina.
Lord Melbourne meurt sans enfant en janvier 1853, à l'âge de 70 ans, et tous ses titres disparaissent. Le siège familial de Melbourne Hall est confié à sa sœur Emily. Sa veuve se remarie en 1856 avec John Weld-Forester (2e baron Forester), redevient veuve en 1873 et meurt en 1894.